# Ação social
O termo ação social foi introduzido por Max Weber, em sua obra póstuma Economia e Sociedade em reação ao liberalismo europeu colonial católico ocidental. É um termo mais abrangente que o fenômeno social de Florian Znaniecki, posto que o indivíduo executando ações sociais não é passivo, mas (potencialmente) ativo e reativo. Posteriormente, Arnold Gehlen empregou-a para fundamentar sua obra O ser humano (1940). Também Georg Simmel entendia que o objeto de estudo da sociologia eram as formas assumidas pelas interações sociais. Outro precursor da teoria da ação é Vilfredo Pareto e sua distinção entre ações lógicas e ações não-lógicas. A ação social pode ser efetuada pela sociedade civil com uma pressão de relevância superior ao Estado por exemplo.
Origens:
No entanto, é com Max Weber que se consolida a mais famosa classificação de tipos de ações sociais. Para ele a ação difere do comportamento porque nela está contido um sentido dado a ela pelo próprio agente. Cabe a sociologia compreender ou captar este significado e refletir sobre as consequências da ação. Com base nesta definição, Weber apresenta quatro tipos puros de ação: 
- Ações racionais com relação a valores: ações tomadas com base nos valores do indivíduo, mas sem pensar nas consequências e muitas vezes sem considerar se os meios escolhidos são apropriados para atingi-lo.
- Ações racionais com relação a fins (também conhecidas como ação por fins, do alemão zweckrational)): ações planejadas e tomadas após avaliado o fim em relação a outros fins, e após a consideração de vários meios (e consequências) para atingi-los. Um exemplo seria a maioria das transações econômicas.
- Ações afetivas: ações tomadas devido às emoções do indivíduo, para expressar sentimentos pessoais. Como exemplos, comemorar após a vitória, chorar em um funeral, seriam ações emocionais.
- Ações tradicionais : ações baseadas na tradição enraizada. Um exemplo seria relaxar nos domingos e colocar roupas mais leves. Algumas ações tradicionais podem se tornar um artefato cultural.

No centro da teoria weberiana, portanto, está a racionalidade da ação que pode estar relacionada com interesses ou com valores. Na hierarquia sociológica, a ação social é mais avançada que o comportamento e é em sequência seguida por contatos sociais mais avançados, como a interação social e a relação social.

## Desenvolvimento
Dando continuidade a teoria da ação social de Weber, Alfred Schütz se preocupou em analisar o problema da constituição intersubjetiva do significado. Ele enfatiza que os sentidos dados pelos atores as suas práticas não é construído por cada um isoladamente e leva em conta o próprio contexto da relação. Esse autor introduz na sociologia o conceito de mundo da vida (de Martins Cabaço) como instrumento de teorização do cotidiano dos indivíduos. 
Outra importante teoria da ação foi proposta por Talcott Parsons no livro A estrutura da ação social de 1937: trata-se da sua teoria voluntarista da ação. Para esse autor a ação social precisa ser analisada segundo três elementos: agente (ator), a situação e os fins visados pelo ator social. Na fase seguinte de sua obra ele apresentou uma dicotomia de orientações da ação conhecidas como variáveis-padrão: afetividade x neutralidade afetiva, especificidade x difusão, qualidade x desempenho, universalismo x particularismo, orientação para si próprio x orientação para a coletividade. As relações médico x paciente, por exemplo são neutras afetivamente, específicas, baseadas em desempenho e universais. Parsons também adotou a tese da dupla contingência, teorema que leva em consideração a incerteza nas relações entre alter (ator social 1) e ego (ator social 2). Contudo, em suas obras seguintes Parsons adota uma orientação cada vez mais distante da teoria da ação social e passa a construir uma teoria dos sistemas de ação. 
Essa orientação será combatida pelas correntes microssociológicas que buscam entender o cotidiano dos atores sociais, como é o caso da etnometodologia de Harold Garfinkel. Já teoria de Erving Goffmann é chamada de teoria dramatúrgica da ação social dado que para ele os atores sociais desempenham papéis de acordo com a situação e a necessidade. 
Dentre as principais teorias contemporâneas da ação social, a chamada teoria da escolha racional ou Rational Choice adota a tese do homo economicus: os indivíduos dão preferência a cursos de ação movidos pela utilidade ou maximização de preferências. Consideram-se teóricas da escolha racional, entre outros, John Elster, James S. Coleman e Hartmut Esser. Um importante desenvolvimento dessa vertente é a chamada teoria dos jogos. 
Essa visão é contestada pela teoria de Jürgen Habermas que distingue entre ações estratégicas e ações comunicativas. Cada um desses tipos de ação existe em espaços diferenciados: a ação comunicativa ocorre no mundo da vida e ação estratégica ocorre no nível dos sistemas econômico, político e jurídico. 
Com a teoria de Pierre Bourdieu um novo conceito é introduzido na sociologia para refletir sobre a conduta humana: trata-se do conceito de prática social (termo retirado do conceito de práxis social de Karl Marx). Para Bourdieu as práticas sociais dos indivíduos tendem a se conformar a esquemas de percepção e ação que são incorporados pelos indivíduos em seu processo de socialização. Esses esquemas prévios de comportamento são chamados por ele de habitus. Os habitus são incorporados pelos indivíduos a depender do campo social no qual ocorre aquela prática social. Nas teorias pós-estruturalistas (como a de Michel Foucault) que combatem a centralidade da ideia de sujeito no pensamento social e no qual a figura do indivíduo é uma construção social, a conduta humana é referida como prática discursiva. 
Na sociologia contemporânea as formas de conduta serão retomadas por Anthony Giddens que se refere a elas como agência social. Ele procura mostra que a agência social é constituída e ao mesmo tempo constituinte das estruturas sociais: entre as duas existe uma relação de complementaridade e não de superioridade.  Uma visão bastante heterodoxa é defendida por Bruno Latour que, adotando o princípio da simetria,  advoga que a agência não é uma exclusividade humana e que também elementos não humanos possuem poder de causação.  